# Koforidua
Koforidua est une ville située dans la Région Orientale au Ghana.

## Religion
Koforidua est le siège d'un évêché catholique créé le 6 juillet 1992.